# ATP Challenger Karlsruhe
Das ATP Challenger Karlsruhe (offizieller Name: Pfeiffer & May Tennis Open) war ein Tennisturnier in Karlsruhe bzw. Ettlingen. Es war zunächst von 2000 bis 2003 Teil der ITF Future Tour und fand dabei stets in Ettlingen statt. 2005 wurde es Teil der ATP Challenger Tour und blieb noch zwei Jahre lang dort. Von 2007 bis zur vorerst letzten Austragung 2009 wechselte das Turnier nach Karlsruhe. Aufgrund von Problemen mit dem Hauptsponsor wurde das Turnier zunächst nicht mehr fortgesetzt. 2023 und 2024 wurde das Turnier wieder aufgenommen. Es wurde im Freien auf Sandplatz ausgetragen.

## Liste der Sieger
Mischa Zverev ist mit je einem Titel im Einzel und Doppel Rekordsieger des Turniers.

### Einzel
| Austragungsort | Jahr                         | Sieger               | Finalgegner          | Ergebnis        |
| Karlsruhe      |                              |                      |                      |                 |
| -------------- | ---------------------------- | -------------------- | -------------------- | --------------- |
| Karlsruhe      | 2024                         | Jozef Kovalík        | Camilo Ugo Carabelli | 6:3, 7:62       |
| Karlsruhe      | 2023                         | Alejandro Tabilo     | Giulio Zeppieri      | 2:6, 1:0 aufgg. |
| Karlsruhe      | 2010–2022: nicht ausgetragen |                      |                      |                 |
| Karlsruhe      | 2009                         | Florian Mayer        | Dustin Brown         | 6:2, 6:4        |
| Karlsruhe      | 2008                         | Teimuras Gabaschwili | Tobias Kamke         | 6:1, 6:4        |
| Karlsruhe      | 2007                         | Mischa Zverev        | Wayne Odesnik        | 2:6, 6:4, 6:3   |
| Ettlingen      |                              |                      |                      |                 |
| 2006           | Simon Greul                  | Michael Berrer       | 6:4, 6:3             |                 |
| 2005           | Adrián García                | Marc López           | 6:4, 6:4             |                 |

### Doppel
| Austragungsort | Jahr                            | Sieger                               | Finalgegner                          | Ergebnis          |
| Karlsruhe      |                                 |                                      |                                      |                   |
| -------------- | ------------------------------- | ------------------------------------ | ------------------------------------ | ----------------- |
| Karlsruhe      | 2024                            | Jakob Schnaitter Mark Wallner        | Dan Added Grégoire Jacq              | 6:4, 6:0          |
| Karlsruhe      | 2023                            | Neil Oberleitner Tim Sandkaulen      | Vít Kopřiva Michail Pervolarakis     | 6:1, 6:1          |
| Karlsruhe      | 2010–2022: nicht ausgetragen    |                                      |                                      |                   |
| Karlsruhe      | 2009                            | Rameez Junaid Philipp Marx           | Tomasz Bednarek Aisam-ul-Haq Qureshi | 7:5, 6:4          |
| Karlsruhe      | 2008                            | Daniel Köllerer Frank Moser          | Jun Woong-sun Joseph Sirianni        | 6:2, 7:5          |
| Karlsruhe      | 2007                            | Alex Kuznetsov Mischa Zverev         | Michael Berrer Frederico Gil         | 6:4, 6:76, [10:4] |
| Ettlingen      |                                 |                                      |                                      |                   |
| 2006           | Vasilis Mazarakis Felipe Parada | Lars Burgsmüller Simon Greul         | 3:6, 6:1, [10:4]                     |                   |
| 2005           | Marc López Albert Portas        | Jeroen Masson Gabriel Trujillo Soler | 3:6, 6:1, 7:5                        |                   |